# Stelis aspera
Stelis aspera là một loài thực vật có hoa trong họ Lan. Loài này được (Ruiz & Pav.) Pers. miêu tả khoa học đầu tiên năm 1807.